# مسجد الوند
بنای مسجد الوند مربوط به دوره قاجار است و در قزوین، بافت قدیمی شهر واقع شده و این اثر در تاریخ ۲۵ اسفند ۱۳۸۰ با شمارهٔ ثبت ۵۴۷۸ به‌عنوان یکی از آثار ملی ایران به ثبت رسیده است.